# Міщенко Феодосій Іванович
Феодосій Іванович Мі́щенко (нар. 13 вересня 1938, Кучинівка) — український живописець; член Чернігівської організації Національної спілки художників України з 2002 року.

## Біографія
Народився 13 вересня 1938 року в селі  Кучинівці (нині Корюківський район Чернігівської області, Україна). 1968 року закінчив Ленінградське вище художньо-промислове училище імені Віри Мухіної, де навчався у Йосипа Вакса, В. Муравйова. На творчій роботі.

## Творчість
Працює в галузі станкового живопису, створює пейзажі, натюрморти, портрети в реалістичному стилі. Серед робіт:
- «Старі дачі» (2002);
- «Перед зимою» (2004);
- «Старий Чернігів» (2005);
- «На озері» (2006);
- «У затінку» (2007);
- «Художник П. Бредюк» (2007);
- «Озеро Магістрацьке» (2007);
- «Листопад на озері» (2011).

Бере участь в обласних, всеукраїнських мистецьких виставках з 1970 року. Персональна виставка відбулася у Чернігові у 2002 році.